# 江起鵬
江起鵬（1864年—1953年9月14日），字傑臣，祖籍花縣洛場村，廣東政治家、教育家。少年時赴美謀生，後入大學半工半讀，於1900年畢業於美國波特蘭理工學院。後回國，在《商報》任西文記者。清宣統元年（1909年）欽賜工科舉人。後在黃埔陸軍小學、黃埔軍官學校任教，又任廣東省政府參議等職。20年代初江起鵬主持集僑資創辦美成小學，並參與興辦廣東省第一中學校（廣雅中學前身）。20世紀30年代初任廣花公路籌建委員會主任。土地改革運動期間以“惡霸地主”罪名被扣押，1953年9月14日被處決。